# Stade Rennais Football Club 2018-2019
Questa voce raccoglie le informazioni riguardanti lo Stade Rennais Football Club nelle competizioni ufficiali della stagione 2018-2019.

## Rosa
| N. |                      | Ruolo | Calciatore          |
| -- | -------------------- | ----- | ------------------- |
| 2  | Algeria (bandiera)   | D     | Mehdi Zeffane       |
| 3  | Francia (bandiera)   | D     | Damien Da Silva     |
| 4  | Mozambico (bandiera) | D     | Mexer               |
| 6  | Svezia (bandiera)    | C     | Jakob Johansson     |
| 7  | Senegal (bandiera)   | A     | Ismaïla Sarr        |
| 8  | Francia (bandiera)   | C     | Clément Grenier     |
| 9  | Francia (bandiera)   | A     | Jordan Siebatcheu   |
| 10 | Francia (bandiera)   | C     | Rafik Guitane       |
| 11 | Senegal (bandiera)   | C     | M'Baye Niang        |
| 12 | Francia (bandiera)   | C     | James Lea Siliki    |
| 14 | Francia (bandiera)   | C     | Benjamin Bourigeaud |
| 15 | Algeria (bandiera)   | D     | Ramy Bensebaini     |
| 16 | Senegal (bandiera)   | P     | Abdoulaye Diallo    |
| 18 | Francia (bandiera)   | A     | Hatem Ben Arfa      |

| N. |                            | Ruolo | Calciatore                |
| -- | -------------------------- | ----- | ------------------------- |
| 20 | Francia (bandiera)         | D     | Gerzino Nyamsi            |
| 21 | Francia (bandiera)         | C     | Benjamin André (capitano) |
| 22 | Francia (bandiera)         | C     | Sabri Toufiqui            |
| 23 | Francia (bandiera)         | C     | Adrien Hunou              |
| 24 | Guyana francese (bandiera) | D     | Ludovic Baal              |
| 26 | Francia (bandiera)         | D     | Jérémy Gelin              |
| 27 | Mali (bandiera)            | D     | Hamari Traoré             |
| 28 | Francia (bandiera)         | C     | Denis-Will Poha           |
| 29 | Francia (bandiera)         | D     | Romain Danzé              |
| 30 | Lituania (bandiera)        | P     | Edvinas Gertmonas         |
| 35 | Francia (bandiera)         | C     | Nicolas Janvier           |
| 36 | Francia (bandiera)         | D     | Namakoro Diallo           |
| 40 | Rep. Ceca (bandiera)       | P     | Tomáš Koubek              |